# Тугтун
Тугтун (калм. Тугтун) — посёлок в Кетченеровском районе Калмыкии, административный центр и единственный населённый пункт Тугтунского сельского муниципального образования.
Основан в 1920-е годы
Население — 473 (2021)

## Физико-географическая характеристика
Посёлок расположен на северо-востоке Кетченеровского района, в пределах Приергенинской равнины, являющейся частью Прикаспийской низменности, на высоте 2 метра над уровнем моря. Рельеф местности равнинный, практически плоский, в понижениях имеются солончаки. Ближайший водоём, озеро Сарпа, расположено в 4 км к востоку от посёлка. Почвенный покров комплексный: распространены солонцы (автоморфные) и бурые солонцеватые почвы
По автомобильной дороге расстояние до столицы Калмыкии города Элиста составляет 170 км, до районного центра посёлка Кетченеры — 57 км. К посёлку имеется 14-км подъезд с щебневым покрытием от республиканской автодороги Кетченеры — Иджил — Солёное Займище.
Климат
Климат резко континентальный, с жарким и засушливым летом и малоснежной ветреной, иногда со значительными холодами, зимой. Согласно классификации климатов Кёппена-Гейгера тип климата — семиаридный. Среднегодовая температура воздуха положительная и составляет + 9,3 °C, средняя температура самого холодного месяца января — 6,4 °C, самого жаркого месяца июля + 25,0 °C. Расчётная многолетняя норма осадков — 308 мм, наименьшее количество осадков выпадает в период с февраля по апрель (по 19 мм) и в октябре (20 мм), наибольшее количество осадков выпадает в июне (34 мм).

## Название
Название посёлка производно от названия калмыцкого рода (этнонима) «тугтуны» (калм. Тугтун — букв. обладающие знаменем)

## История
Осёдлый посёлок основан в 1920-е годы. В этот период в географическом центре кочевий 4-х родственных тугтуновских родов (саарлахн, каакнахн, гелнгяхн и шонгрцахн) — в урочище Дутин-Худук начинает строиться современный посёлок. В начале XX века территория современного посёлка Тугтун относилась к Цаган-Нуровскому аймаку..
В 1927 году в Тугтуне была открыта начальная школа. В 1931 году в результате разукрупнения совхоза им. Коминтерна были образованы колхозы им. Кагановича (в Тугтуне) и колхоз им. Чкалова. По данным Всесоюзной переписи 1939 года в Тугтуновский сельский совет входило 23 населённых пункта с общей численностью в 1290 человек, включая посёлок Дуутин-Худуг (Тугтун) численностью 322 человека.
На немецкой военной карте 1941 года посёлок обозначен под названием Туктунск. Это же название отражено на послевоенной карте СССР
28 декабря 1943 года калмыцкое население было депортировано. На основании Указом Президиума Верховного Совета РСФСР от 27 декабря 1943 года «О ликвидации Калмыцкой АССР и образовании Астраханской области в составе РСФСР» посёлок Тугтунск, как и другие населённые пункты Кетченеровского района, вошёл в состав Никольского района Астраханской области. В 1952 году посёлок Тугтунск был переименован в посёлок Привольный.
В 1956 году после отмены ограничений по передвижению на территорию бывшей Калмыцкой АССР начали возвращаться калмыки. В 1957 году посёлок передан вновь образованной Калмыцкой автономной области (с 1958 года — Калмыцкая АССР). В 1957 году совхоз «Привольный» был присоединён к совхозу им. Чкалова. В 1961 году указом Президиума Верховного Совета РСФСР посёлок Привольное переименован в Тугтун. В 1962 году был образован мясосовхоз «Тугтунский». В 1966 году образован Тугтунский сельский совет.

## Население
| 2002 | 2010 | 2011 | 2012 | 2013 | 2014 | 2015 |
| ---- | ---- | ---- | ---- | ---- | ---- | ---- |
| 541  | ↘481 | ↘480 | ↘456 | ↘450 | ↗474 | ↘444 |
| 2016 | 2017 | 2018 | 2019 | 2020 | 2021 |      |
| ↘436 | ↘425 | ↗447 | ↘446 | ↘441 | ↗473 |      |

### Национальный состав
Согласно результатам переписи 2002 года большинство населения посёлка составляли калмыки (98 %)
| Национальность | Численность (2010) | Процент |
| -------------- | ------------------ | ------- |
| Калмыки        | 468                | 96,7%   |
| Русские        | 16                 | 3,3%    |
| Всего          | 484                | 100%    |

## Социальная сфера
В посёлке функционируют фельдшерско-акушерский пункт, сельский клуб, библиотека и средняя школа

## Достопримечательности
- Ступа Ушнишавиджайи. Открыта в 2009 году. В субурган жители заложили «цаца» (глиняные божества и ступы), драгоценные сосуды, священную воду из Ганга, землю и воду из тринадцати районов республики, а также оружие (лук, стрелы, копьё, нож, топор и пистолет), орудия труда (лопату, вилы, грабли, и косу) и другие составные закладки). Эти элементы должны помочь против болезней, войн, насилия и сопутствуют благосостоянию людей и процветанию этой местности[26].

## Известные жители и уроженцы
- Бадмаев, Бата Бадмаевич (1905, Тугтун — 1971, Элиста) — организатор и первый директор Калмыцкого педагогического института, первый профессор в истории республики, заслуженный учитель РСФСР и Калмыцкой АССР.
- Тамерлан Царнаев — террорист, устроивший взрывы на Бостонском марафоне в США 2013 году.